# Janek Sternberg
Janek Sternberg (Bad Segeberg, 19 oktober 1992) is een Duits voetballer die bij voorkeur als linksback speelt. Hij tekende in 2013 bij Werder Bremen.

## Clubcarrière
Sternberg werd geboren in Bad Segeberg en speelde in de jeugd voor Leezener SC, SV Eichede en Hamburger SV. Op 6 maart 2011 debuteerde hij voor het tweede elftal van Hamburger SV tegen RB Leipzig. In 2013 trok hij naar Werder Bremen. Op 29 november 2014 debuteerde de linksachter in de Bundesliga tegen SC Paderborn 07. Hij speelde de volledige wedstrijd en hielp zijn team mee aan een 4–0 overwinning.